# کوروش برمک
کوروش برمک (۲۴ مهر ۱۳۵۰ در تهران) بازیکن فوتبال بازنشسته و مربی فوتبال ایرانی است. او سابقه بازی در تیم‌های پرسپولیس، تراکتورسازی، کشاورز، پاس تهران، فولاد خوزستان، پیکان تهران و مس کرمان را دارد.
او از بازیکنان تیم جوانان پرسپولیس بود و در سال ۱۳۶۹ علی پروین به او در یک بازی جام حذفی بازی داد.
او همچنین در یکی از بازی‌ها لیگ آزادگان ۱۳۷۴، با پیراهن کشاورز تهران مقابل پاس تهران ۵ گل به‌ثمر رساند.
برمک در لیگ آزادگان ۷۸–۱۳۷۷ با به‌ثمر رساندن ۱۴ گل برای تراکتورسازی به‌طور مشترک با عبدالجلیل گل‌چشمه، آقای‌گل لیگ فوتبال ایران شد.
برمک در لیگ آزادگان ۷۹–۱۳۷۸ هم برای پرسپولیس بازی کرد و در پایان فصل از این تیم جدا شد.